# Rainha Internacional do Café 2015
Rainha Internacional do Café 2015 foi a 44ª edição do tradicional concurso de beleza Rainha Internacional do Café, realizado dentro da famosa Feira de Manizales, na Colômbia, sempre nos primeiros dias do mês de janeiro. Participaram um total de 23 candidatas de três continentes diferentes. Sob apresentação de Adriana e Agmeth Escaf, a vencedora foi, pela primeira vez,  uma candidata do Japão.  Yuri Uchida foi coroada pela brasileira e Rainha do ano anterior, Priscilla Durand. A final do evento também foi embalada pela música do grupo Alkilados. 

## Resultados

### Colocação
| Posição        | País e Candidata                |
| Rainha do Café | - Japão - Yuri Uchida           |

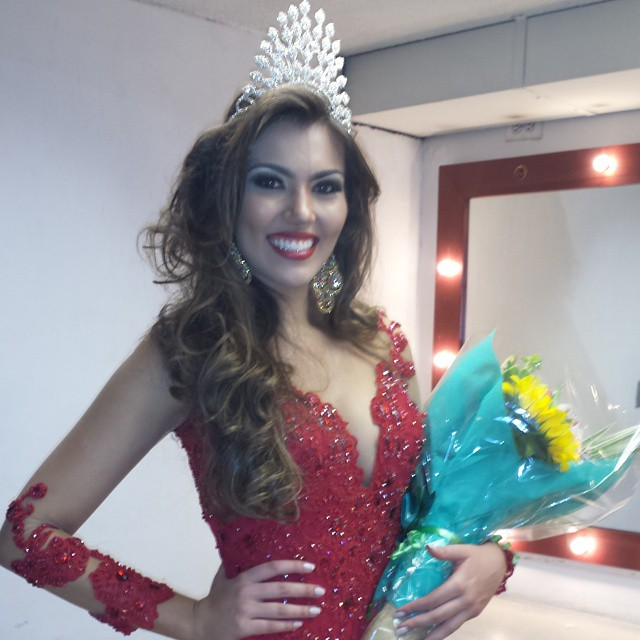
A Miss Brasil Vitória Bisognin momentos depois da realização do concurso de 2015.

| 2º. Lugar      | - Portugal - Márcia Assunção    |
| 3º. Lugar      | - Venezuela - Yulibeth Angarita |
| 4º. Lugar      | - Brasil - Vitória Bisognin     |
| 5º. Lugar      | - Haiti - Yvanne Baptiste       |

### Prêmios Especiais
- Foram distribuídos os seguintes prêmios especiais este ano: [3]

| Prêmio            | País e Candidata             |
| Rainha da Polícia | - Portugal - Márcia Assunção |
| Melhor Rosto      | - Japão - Yuri Uchida        |
| Melhores Pernas   | - Chile - Karla Quidel       |
| Melhor Cabelo     | - Brasil - Vitória Bisognin  |

## Jurados
Estiveram presentes na competição em traje de banho e também na fase final: 
1. Belky Arizala, modelo;
2. Guío Domínguez, estilista; e
3. Sergio Barbosa, consultor de estilo da Rádio RCN.

## Candidatas
A lista abaixo corresponde a todas as candidatas que disputaram o título este ano:
| País                 | Candidata          | I  | A    | Cidade Natal        | Ref    |
| Alemanha             | Katharina Rodin    | 18 | 1.72 | Frankfurt           | [ 5 ]  |
| Argentina            | Fernanda Badaracco | 23 | 1.70 | Esperanza           | [ 6 ]  |
| Bahamas              | Sade Colebrook     | 18 | 1.67 | Freeport            | [ 7 ]  |
| Bolívia              | Eloisa Gutierrez   | 19 | 1.73 | Chuquisaca          | [ 8 ]  |
| Brasil               | Vitória Bisognin   | 22 | 1.74 | Santa Maria         | [ 9 ]  |
| Canadá               | Kesiah Papasin     | 23 | 1.71 | Toronto             | [ 5 ]  |
| Chile                | Karla Quidel       | 21 | 1.79 | Temuco              | [ 10 ] |
| Colômbia             | Lorena Sierra      | 20 | 1.67 | Cundinamarca        | [ 11 ] |
| Costa Rica           | Melania González   | 24 | 1.76 | San José            | [ 12 ] |
| El Salvador          | Patricia Aparicio  | 21 | 1.74 | La Paz              | [ 13 ] |
| Guatemala            | Claudia Herrera    | 22 | 1.67 | Cidade da Guatemala | [ 5 ]  |
| Haiti                | Yvanne Baptiste    | 23 | 1.70 | Depto. Sudeste      | [ 12 ] |
| Honduras             | Paola Saras        | 19 | 1.70 | Danlí               | [ 14 ] |
| Japão                | Yuri Uchida        | 25 | 1.71 | Mitoyo              | [ 15 ] |
| México               | Guadalupe León     | 22 | 1.66 | Tabasco             | [ 5 ]  |
| Nicarágua            | Stefanía Alemán    | 22 | 1.70 | Masaya              | [ 5 ]  |
| Panamá               | Marisel Franco     | 18 | 1.75 | Veraguas            | [ 16 ] |
| Paraguai             | Isabel Soloaga     | 20 | 1.73 | Itapúa              | [ 17 ] |
| Peru                 | Cynthia Montoro    | 23 | 1.73 | Lima                | [ 5 ]  |
| Porto Rico           | Kaylee Quintana    | 18 | 1.75 | Añasco              | [ 18 ] |
| Portugal             | Márcia Assunção    | 19 | 1.76 | Santo Antão         | [ 5 ]  |
| República Dominicana | Lesly Santos       | 21 | 1.75 | Santiago            | [ 5 ]  |
| Venezuela            | Yulibeth Angarita  | 23 | 1.81 | Caracas             | [ 19 ] |

## Agenda
Durante os dias que antecedem a final do evento, as misses cumprem uma agenda de atividades, como:
| Data   | Evento                                                                                            | Local                           |
| ------ | ------------------------------------------------------------------------------------------------- | ------------------------------- |
| Jan 03 | Candidatas chegam em Manizales e assistem à Lectura del Pregón e shows pirotécnicos.              | Plaza de Bolivar                |
| Jan 04 | Vestidas de chapoleras, as candidatas desfilaram em carros abertos pelas ruas de Manizales.       | De Cable até a Plaza Bolivar    |
|        | As candidatas visitaram também as cidades-irmãs: Neira, Palestina, Chinchiná e Villamaría.        | Tour pela Colômbia              |
| Jan 05 | As aspirantes visitam o Parque Nacional Natural Los Nevados e à Escuela de Carabineros.           | Cordilheira Central e Manizales |
| Jan 06 | Candidatas visitam o Hospital Infantil Universitário de Caldas e ao Batallón Ayacucho.            | Chinchiná                       |
| Jan 07 | As candidatas desfilam em Traje de Banho para os jurados a céu aberto.                            | Complejo Acuatico               |
|        | Posteriormente elas participam do Ritual do Café e assistem ao concerto Fondas y Arriería.        | Manizales                       |
| Jan 08 | Dia reservado para visitas à Alcaldía de Manizales e ao Desfile de las Naciones.                  | Manizales                       |
| Jan 09 | Dia para a execução da segunda etapa das preliminares, a entrevista com os jurados.               | Manizales                       |
|        | Candidatas também visitam o Circuito Extremo, a Feira Gamer e a Plaza Bolivar.                    | Manizales                       |
|        | Participam também de um desfile solene em homenagem à N.Sª de la Esperanza Macarena.              | Manizales                       |
| Jan 10 | As candidatas fazem um último city tour por Manizales e se preparam para a 44ª final do concurso. | Teatro Los Fundadores           |

## Histórico
| - Aruba - Equador - Espanha - Estados Unidos - Honduras - Uruguai - Filipinas - Parul Quitola Shah - Uruguai - Tathiana Prisco | - Chile - Competiu pela última vez na edição de 2011. - Japão - Competiu pela última vez na edição de 1992. - México - Competiu pela última vez na edição de 2013. - Nicarágua - Competiu pela última vez na edição de 2006. - Panamá - Competiu pela última vez na edição de 2012.. |

## Crossovers
Candidatas que possuem um histórico em outros concursos:
| Miss Internacional - 2014: Alemanha - Katharina Rodin - 2014: Canadá - Kesiah Papasin - 2014: Guatemala - Claudia Herrera Miss Terra - 2014: Bolívia - Eloisa Gutierrez Miss Grand International - 2014: Chile - Karla Quidel Miss Intercontinental - 2011: México - Guadalupe León - 2012: Canadá - Kesiah Papasin - 2012: Uruguai - Tathiana Prisco - 2014: Paraguai - Isabel Soloaga | Rainha Hispano Americana - 2014: República Dominicana - Lesly Santos Miss Continentes Unidos - 2012: Canadá - Kesiah Papasin (Miss Simpatia) Miss Italia nel Mondo - 2011: Brasil - Vitória Bisognin Rainha Internacional do Arroz - 2014: Argentina - Fernanda Badaracco (3º. Lugar) Miss Global International - 2014: Bahamas - Sade Colebrook |